# Вогняне дитинство
«Вогняне дитинство» — радянський художній фільм 1976 року режисера Юрія Швирьова за автобіографічною повістю Григорія Мірошниченка «Юнармія».

## Сюжет
1919 рік, Громадянська війна в Росії. Маленька залізнична станція на Кубані захоплена білими. Робітники депо, які допомагали червоним і бойкотують ремонт бронепоїзда білих, заарештовані, їм загрожує розстріл. І тоді їх сини організовують загін — Юнармію, їх наставником стає комісар Саббутін, який дивом врятувався від білих. Ризикуючи життям, хлопчаки проводять хитромудру операцію — залишають біляків без зброї і виводять з ладу їх бронепоїзд.

## У ролях
- Петя Горкін —  Гриша Мірошко
- Альоша Бакін —  Андрій Беленець
- Сергій Соколов —  Ваня Душин
- Саша Ребеко —  Сенько Воронок
- Анна Назарьєва —  Манька (Маша Саббутіна), дочка комісара
- Юрій Кузьменков —  комісар Саббутін
- Геннадій Юхтін —  Ілля, батько Гриші, залізничник
- Данило Нетребін —  батько Андрія, залізничник
- Олексій Ванін —  Чиканов, залізничник
- Валентин Брилєєв —  начальник станції
- Юрій Медведєв —  Сомов, телеграфіст
- Анатолій Столбов —  отаман Андрій Григорович Шкуро
- Станіслав Хитров —  станичний отаман
- Євген Красавцев —  хорунжий
- Григорій Шпігель —  командир бронепоїзда білих, полковник
- Олександр Пороховщиков —  капітан
- Ігор Класс —  капітан
- В'ячеслав Гостинський —  капітан
- Микола Юдін —  старий козак
- Інна Ульянова —  дама з собачкою
- Дагун Омаєв — епізод
- Мухарбек Аков — епізод
- Георгій Мартіросян — епізод
- Петро Любешкін — епізод
- Євген Карельських — епізод

## Знімальна група
- Режисер — Юрій Швирьов
- Сценарист — Соломон Розен
- Оператор — Олександр Мачільський
- Композитор — Богдан Троцюк
- Художник — Анатолій Анфілов